# يونيفونيك

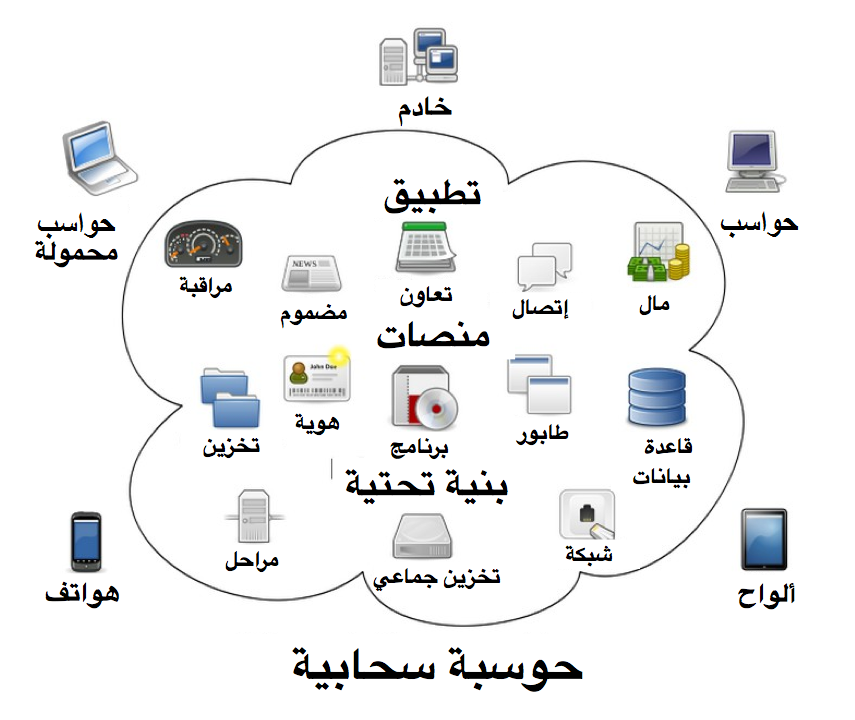
رسم تخطيطي توضيحي مفاهيمي للحوسبة السحابية

يونيفونيك هي عبارة عن منصة سعودية تأسست عام 2006، وهي عبارة عن منصة اتصالات سحابية تقدم خدمات رسائل نصية وصوتية مختلفة من خلال واجهات برمجة التطبيقات الخاصة بها. تركز على المؤسسات لإشراك العملاء في الأسواق الناشئة وتجعل الاتصالات السحابية أكثر سهولة.

## نبذة
هي منصة لبناء الجسور بين الشركات وعملائها، لتمكين المشاركة من خلال تطبيقات الصوت والرسائل القصيرة والدفع والمراسلة.
تم تصميم المنصة خصيصًا لاتصالات المؤسسات، مما يجعل من السهل تنفيذ وإدارة "omnichannel" (مصطلح جديد يصف إستراتيجية إعلانية) للمطورين ومستخدمي الأعمال من خلال تطبيقات الرسائل النصية القصيرة والصوت والمحادثة التي تغطي واجهة برمجة التطبيقات الفردية مثل واتساب وفيسبوك ماسنجر وسلاك وتويتر وغيرها.
بدأت العديد من الشركات المعروفة في منطقة الشرق الأوسط وشمال إفريقيا في استخدام يونيفونيك لإحداث ثورة في مشاركتها عبر رحلة العملاء مع القطاعات، بما في ذلك: الخدمات المالية والتأمين، والخدمات والمرافق العامة، والخدمات اللوجستية، والنقل.

## الإستثمار
كشف راجيف ميسرا الرئيس التنفيذي لشركة سوفت بنك أنه يتم التخطيط لمزيد من صناديق الرؤية التي ستستثمر في الشركات الناشئة عالية التقنية حول العالم، خلال السنوات القادمة بما في ذلك السعودية، وتحديداً في منصة يونيفونيك ومن المتوقع أن تصل قيمة الاستثمار إلى 100 مليون دولار.

## إنظر أيضا
- تخزين سحابي
- منصة حاسوب
- أمن الحوسبة السحابية
- الحوسبة السحابية في السعودية

## وصلات خارجية
- https://www.unifonic.com/
- أساسيات الحوسبة السحابية